# Dinocheirus
Genre
Synonymes
- Epaphochernes Beier, 1932
- Toxochernes Beier, 1932

Dinocheirus est un genre de pseudoscorpions de la famille des Chernetidae.

## Distribution
Les espèces de ce genre se rencontrent en Amérique, en Europe et en Asie.

## Liste des espèces
Selon Pseudoscorpions of the World (version 3.0) :
- Dinocheirus aequalis (Banks, 1908)
- Dinocheirus altimanus (Ellingsen, 1910)
- Dinocheirus arizonensis (Banks, 1901)
- Dinocheirus astutus Hoff, 1956
- Dinocheirus athleticus Hoff, 1956
- Dinocheirus bulbipalpis (Redikorzev, 1949)
- Dinocheirus cavicola Muchmore, 1992
- Dinocheirus chilensis Beier, 1964
- Dinocheirus diabolicus Beier, 1964
- Dinocheirus dorsalis (Banks, 1895)
- Dinocheirus horricus Nelson & Manley, 1972
- Dinocheirus imperiosus Hoff, 1956
- Dinocheirus obesus (Banks, 1909)
- Dinocheirus pallidus (Banks, 1890)
- Dinocheirus panzeri (C. L. Koch, 1837)
- Dinocheirus partitus (Banks, 1909)
- Dinocheirus proximus Hoff, 1946
- Dinocheirus serratus (Moles, 1914)
- Dinocheirus solus Hoff, 1949
- Dinocheirus subrudis (Balzan, 1892)
- Dinocheirus tenoch Chamberlin, 1929
- Dinocheirus texanus Hoff & Clawson, 1952
- Dinocheirus topali Beier, 1964
- Dinocheirus transcaspius (Redikorzev, 1922)
- Dinocheirus uruguayanus Beier, 1970
- Dinocheirus validus (Banks, 1895)
- Dinocheirus venustus Hoff & Clawson, 1952

## Publication originale
- Chamberlin, 1929 : Dinocheirus tenoch, an hitherto undescribed genus and species of false Scorpion from Mexico (Arachnida-Chelonethida). Pan-Pacific Entomologist, vol. 5, no 4, p. 171-173 (texte intégral).